# Wolfgang Heinrich Puchta
Wolfgang Heinrich Puchta, född 3 augusti 1769 i Möhrendorf, Bayern, död 6 mars 1845 i Erlangen, var en tysk jurist och ämbetsman; far till Georg Friedrich och Christian Heinrich Puchta.
Puchta utgav bland annat Handbuch des gerichtlichen Verfahrens in Sachen der freiwilligen Gerichtsbarkeit (1821; andra upplagan 1831–32) samt Beiträge zur Gesetzgebung und Praxis des bürgerlichen Rechtsverfahrens (två band, 1822–27).